# ジーコ
ジーコ（Zico、[ˈziku]）ことアルトゥール・アントゥネス・コインブラ（葡: Arthur Antunes Coimbra、1953年3月3日 - ）は、ブラジル・リオデジャネイロ出身の元プロサッカー選手、サッカー指導者。現在は、Jリーグ・鹿島アントラーズのテクニカルアドバイザーを務める。
しばしば「白いペレ」と呼ばれることもあったが、フリーキックの名手として知られ、多くの得点をフリーキックから挙げた。最も技術のあるフィニッシャー、最も優れたパサーの一人、1980年代における世界最高の選手とも評される。2004年3月には、ペレによる偉大な存命サッカー選手125人にも名を連ねた。サッカー史上最高の選手と評されるペレは、「今までの間、私に最も近づいたのはジーコだった」と述べた。キャリア通算では、公式戦750試合516ゴール、親善試合などの非公式戦も含めれば、1180試合826ゴールを決めている。
うち、ブラジルで在籍したCRフラメンゴでは2度の在籍期間（1971-1983・1985-1989）を合わせて同クラブ史上最多の509ゴールを記録。また、同クラブ本拠地のマラカナンでは通算史上最多の435試合334ゴールを達成している。
ブラジル代表では、72試合に出場し52ゴールを挙げており、FIFAワールドカップでは1978年、1982年、1986年の3大会に出場した。これらの大会では優勝を逃したが、1982年のブラジル代表は最も優れたブラジル代表の一つと言われている。1981年と1983年に、雑誌「ワールドサッカー」は、世界最優秀選手に選んだ。
日本サッカー界にも貢献をし、日本代表監督として2006 FIFAワールドカップに出場し、AFCアジアカップ2004では優勝を果たした。また、フェネルバフチェSKを指揮し、UEFAチャンピオンズリーグ 2007-08で準々決勝に進出した。

## 選手経歴

### 幼少期
ポルトガルからの移民で厳格な家庭であったという。祖母はイタリアのカターニャ出身。パン職人（後に洋服仕立て屋）で生計を立てていた父はフラメンゴとプロ契約寸前まで行ったGKであった。ジョゼ・アントゥネス・コインブラとイタリア系の母マチウデの5男1女の末子として出生。母親は息子アルトゥールをピアニストにさせたかったが、彼の兄弟アンツネスとエドゥアルト（エドゥ）の影響もあり多くのブラジル人と同様に、サッカー選手を目指す様になる。

### フラメンゴ

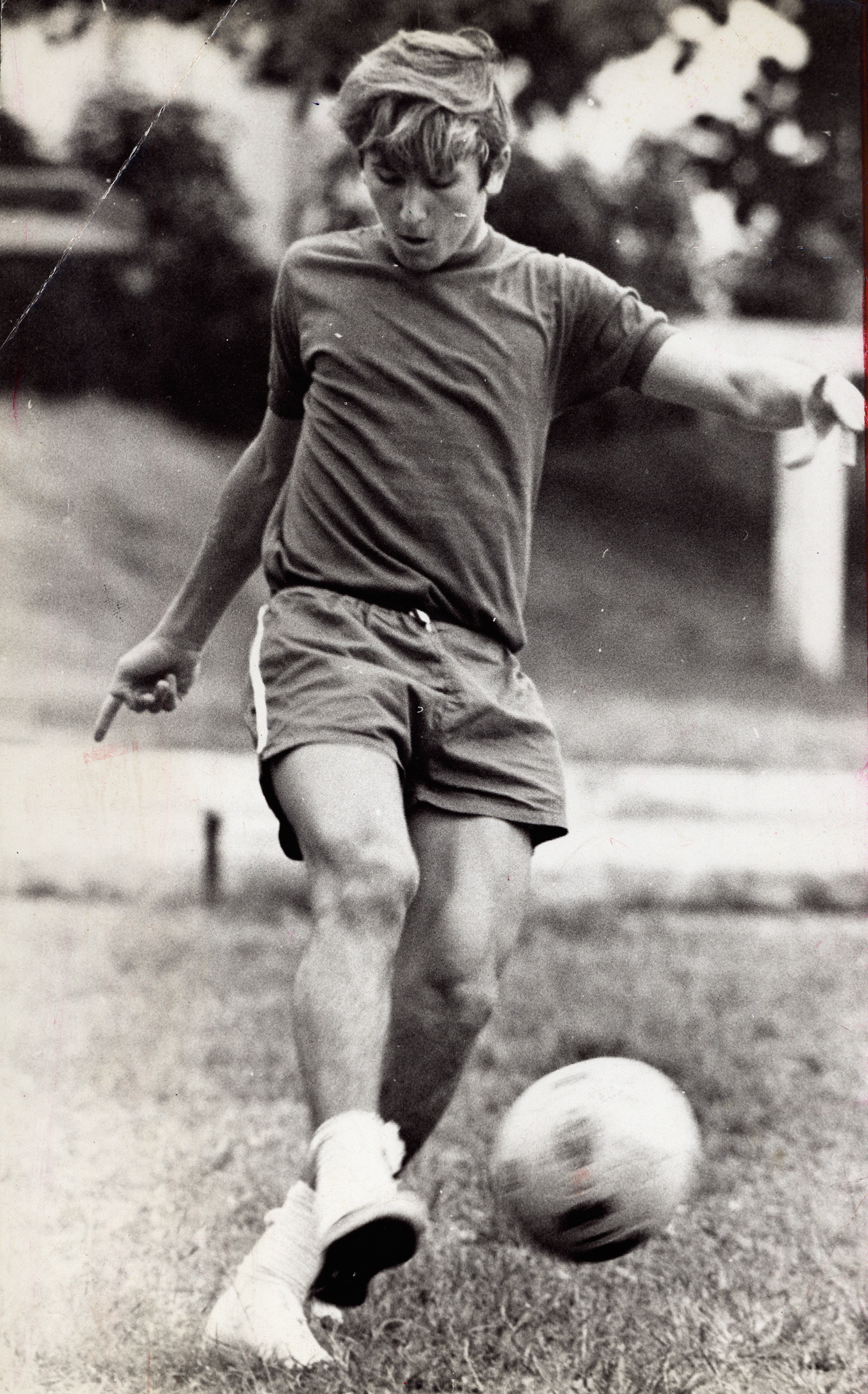
CRフラメンゴ時代（1971年）

1967年、14歳の時にブラジル・リオデジャネイロのフラメンゴのユースチームのテストに合格し加入。155センチ37キロと小柄で、細身でフィジカルも弱かったが、ジムで身体を鍛え抜くなど、弱点を克服、ユースチームで116試合81得点という記録を残すと1971年にジーコはフラメンゴのトップチームに昇格、17試合で2得点を挙げた。1973-74シーズンには完全にレギュラーを掴んで、チームの10番を任された。1975年に4年前に出会ったサンドラと結婚。1980年、チームは初めて全国選手権での優勝を果たした。
フラメンゴでは、10年以上に渡って在籍し中心選手としてプレーし、コパ・リベルタドーレス1981やトヨタカップ、4度のブラジレイロン（ブラジル全国選手権）1部リーグ（1980年、1982年、1983年、1987年）で優勝した。コパ・リベルタドーレス1981では、11ゴールと、ゴールを量産し、大会得点王に輝いた。決勝のブレロア戦、1stレグで2ゴールを決めて勝利に貢献、2ndレグを0-1と落としたが、優勝決定戦となった3rdレグで2ゴールを決め、優勝に大きく寄与した。同年トヨタカップではリヴァプールを3-0と破り優勝、ヌネスの2ゴールをアシストし大会MVPに選ばれた。また在籍時の28歳の頃、ACミランへの移籍が進んでいたが、破談になった。
CRフラメンゴの本拠地・エスタジオ・ド・マラカナンにおいて、ジーコはブラジレイロン1部リーグ・リオ州1部リーグ・ブラジル代表を含め333ゴールをマークし、同スタジアムの個人最多ゴール記録を2022年12月現在保持し続けている。

### ウディネーゼ

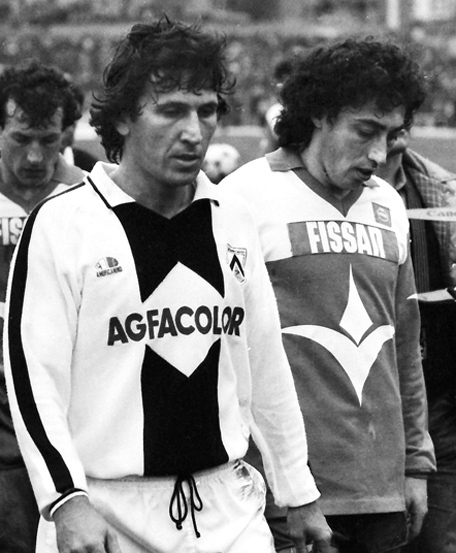
ウディネーゼ時代 (左)（1984年）

1983年、ACミラン、ユヴェントス、ASローマなどが獲得に乗り出していたが、当時は弱小クラブに過ぎなかった、ウディネーゼへ移籍した。この移籍はフリウーリ地区のみならず、イタリア国内でも大騒動となり、イタリアサッカー協会により移籍が合法的に行われたかの調査が行われた。8月21日のコッパ・イタリア、グループリーグのボローニャ戦で移籍後初ゴールを決め、9月12日、セリエA開幕節のジェノア戦で2ゴールを挙げ 鮮烈なイタリアデビューを飾り、更に第2節のカターニャ戦でも2ゴールを決め、その後、更に2試合連続ゴールとセリエA開幕戦から4試合連続ゴール(合計6ゴール)を決めた。フランコ・カウジオといいコンビネーションプレーを見せ、一時はリーグ第3位と優勝争いを演じた。しかし、チームは後半失速し、UEFAカップ出場権も逃した。ジーコ個人は24試合で19得点を挙げて、得点ランキングの2位となった（怪我の影響で、得点王のミシェル・プラティニより試合出場が4試合少ない。プラティニは20得点）。これらの活躍によってサポーターの人気を集めた。1984-85シーズンは怪我での離脱、長期の出場停止があったが、3月31日のインテルで約半年振りのゴールを決めると、次節のユベントス戦でもゴールを決めたが、契約の問題で、このシーズンを最後にイタリアを去ることとなった。
1989年にはブラジル代表としての引退試合をウディネーゼで開催した。また2017年にチームを訪問すると、ファンから大きな歓迎を受けた。

### 短い引退
1988年には日本のトヨタ入りの話が出て、条件などが話し合われていたが、交渉はまとまらず、トヨタが1部昇格を逃したこともあり、移籍は消滅した。 1989年3月27日にイタリアのウーディネでブラジル代表引退試合（対世界選抜）が行われ、同年12月のブラジル全国選手権、フルミネンセ戦がブラジル国内の公式戦最後の試合となった。フラメンゴ在籍中に731試合に出場し508得点の記録を残したが、得点はクラブ史上最多記録である。
翌1990年のブラジル初の大統領選挙によって誕生したフェルナンド・コロール・デ・メロ大統領は、ジーコをスポーツ担当大臣に任命した。ジーコはおよそ1年間任務を務めていたが、ルイス・アントニオ高崎を通じ、1991年に将来のプロリーグ参加を表明していた日本サッカーリーグ2部の住友金属工業蹴球団（現、鹿島アントラーズ）のオファーを受け、サッカーでの町おこしという、これまでに無い挑戦に魅力を感じ、3年契約で入団した。

### 住友金属、鹿島アントラーズ

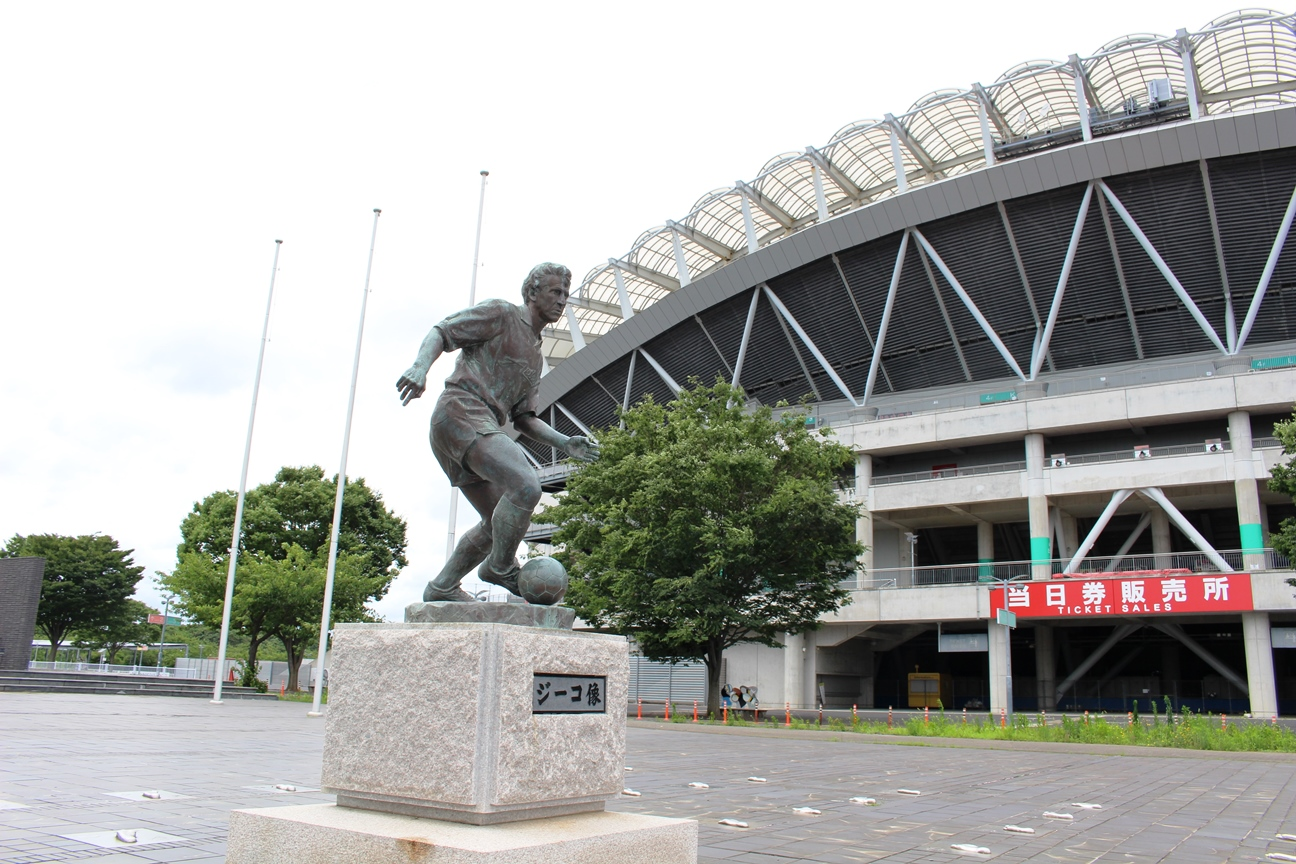
鹿島サッカースタジアムのジーコ像

ロッカールームには所属選手らの汚れたシューズが散らかっていた際は、「こんな汚い所では寛げないよ、次もこんな状態だったら僕が全部捨てるよ」と激怒するなど、日本人のサッカーに対する姿勢の改善に苦心していた。1991年7月26日の磐田市長杯サマーサッカー、ヤマハ発動機戦で直接FKから住友金属移籍後初ゴールを決めると、8月18日のJSL、三菱戦で公式戦初ゴールを決めた。1991-92年の日本リーグ2部では21得点で得点王のタイトルを獲得する活躍で、チームの2部リーグ2位確保に貢献した。1992年10月11日のJリーグカップ、サンフレッチェ広島戦ではハットトリックを決めるなど、準決勝まで進出した。
1993年のJリーグが開幕前にして、サントスの他にもう一人外国人の戦力補強が必要だと考え、アルシンドを日本に呼び寄せた。イタリア遠征を行うが、セリエAのチームに次々敗北、クロアチア戦では1-8と大敗、帰国後、カシマスタジアムのこけら落としとなった、フルミネンセFCとの親善試合で、ジーコはカシマスタジアム第1号となるゴールを決め(自身の現役通算800ゴール )、勝利した。迎えた開幕初戦、名古屋グランパス戦でいきなりJリーグ初のハットトリックを決め5-0で勝利した。2節以降は怪我で欠場、6月23日ヴェルディ川崎戦で復帰したが、またも怪我で欠場したものの、アントラーズは1stステージ制覇。この年のJリーグオールスターサッカーのメンバーに選出されていたが、怪我で出場を辞退した。セカンドステージでは9月3日のジェフ市原戦での延長Vゴールなど、13試合6ゴールの成績を残し、天皇杯の2回戦、東北電力戦ではヒールボレーでその後も称賛され続けるゴールを挙げた。しかしチャンピオンシップ、ヴェルディ川崎戦の2ndレグでは退場処分となった。
1994年第1ステージは怪我の影響で5月14日のサンフレッチェ広島戦から復帰、6月1日のガンバ大阪戦でシーズン初ゴールを決め、6月8日の浦和レッズ戦、6月11日ベルマーレ平塚戦では2ゴールを決めた(この試合で現役最後の直接FKによる得点を決めた)。現役最後の公式戦となった6月15日のジュビロ磐田戦では直接FKを蹴り、これがバーに当たり1点目のゴールが生まれ、前半21分に相馬直樹のパスからボレーシュートで、通算817ゴール目となる決勝ゴールを決めるなど 怪我を押して後半11分までプレー 、最後の3試合で3試合連続ゴールを決めたこととなった。試合後には磐田サポーターからもジーココールが続いた。この日決めた41歳と3か月12日での得点は2023年5月の時点でJ1最年長ゴール記録である。7月23日のJリーグオールスターサッカーに先発フル出場 したのを最後に、ブラジルへ帰国したが、1994年秋にはジーコカーニバル(引退記念イベント)の一つとして、カシマスタジアムで行われた、ロベルト・リベリーノ監督が率いたJリーグ選抜対アントラーズの試合に出場した。1995年に鹿島のテクニカル・アドバイザーに就任し、これ以降も日本との関係を維持し続けた。
プロとしての現役からは退いたものの、ビーチサッカーのブラジル代表ではプレーしており、ビーチサッカーチャンピオンシップ（後のFIFAビーチサッカーワールドカップ）では1995年と1996年の2大会で優勝し、1995年の大会ではMVPおよび得点王にも輝いていた。1996年にリオデジャネイロでCFZ（ジーコFootballセンター）を設立、ブラジル国内の選手育成や、かつては鹿島の若手選手育成の場として用いられていた。以降、このCFZ運営資金の為に、監督業に本格的に乗り出した。

### ブラジル代表
1976年2月25日のウルグアイ代表との親善試合にブラジル代表として初選出され、その試合で得意のFKからゴールを決めるデビューを果たし、次の29日アルゼンチン代表との親善試合でもゴールを決めた。FIFAワールドカップには1978年、1982年、1986年の3大会に出場した。
初のワールドカップ出場となった1978年のFIFAワールドカップ・アルゼンチン大会では、初戦のスウェーデン戦で先発出場(フル出場は同試合のみ)。終了間際のコーナーキックからの得点が取り消された（ウェールズ人主審のクライブ・トーマスはジーコがシュート体勢に入る直前、ボールが空中にある状態で試合終了の笛を吹いたと主張。）。2次リーグのペルー戦ではゴールを決めたが、この2次リーグではいずれの試合でも僅かな出場時間しか得られず、最終節のポーランド戦では先発するも、僅か7分で負傷交代、チームは3-1と勝利したが、最終節でアルゼンチンが大勝したことで、逆転され決勝には進出出来ず、また3位決定戦となったイタリア戦でも出番を得られないなど、不本意な大会となった。
1982年、FIFAワールドカップ・スペイン大会では名将テレ・サンタナ監督の下でソクラテス、ファルカン、トニーニョ・セレーゾと共に「黄金のカルテット」（クワトロ・オーメンジ・オロ）を形成。技巧的なパスワークと攻撃力で優勝候補の大本命と目された。1次リーグでは第2戦のスコットランド戦では直接FKから1ゴール、第3戦のニュージーランド戦で2ゴールを決め、2次リーグに進出、アルゼンチン戦では1ゴール 2アシストの活躍で勝利に貢献、最終戦でのイタリア戦では、クラウディオ・ジェンティーレの執拗なマンマークにあう。5分にイタリアのパオロ・ロッシに先制されたブラジルは12分、ハーフウェイラインを超えドリブルして来たソクラテスがジーコにスルーパスを出すと、ジーコはクラウディオ・ジェンティーレのマークをターンで外し、そのままゴールに走り込んだソクラテスにリターンのスルーパスを出し、同点ゴールをアシストした、しかし2-2で迎えた75分、ブラジルはDFのミスからロッシに3点目を決められて敗戦し、準決勝には進めなかった（現在の規定でベスト8相当）、しかし、この時に披露したサッカーは「ブラジルサッカー史上最も魅了したチーム」と称えられている。
1986年、FIFAワールドカップ・メキシコ大会直前のユーゴスラビアとの親善試合ではハットトリックを決めたが、膝の負傷（国内リーグ戦の、対バングー戦で相手DFの悪質なタックルを受けた）によって数ヶ月間プレーを中断、膝の負傷は癒えず、控えに回った。最後のワールドカップは、グループリーグ最終戦の北アイルランド戦(カレッカのゴールをアシスト)、ラウンド16のポーランド戦でいずれも途中出場、準々決勝のフランス戦では交代出場直後にみせたスルーパスによって獲得したPKを自らが蹴るが、これをバツに防がれ、延長PKの末に敗れ、現役を通じてワールドカップ制覇を成し遂げることは出来なかった。

## 指導者経歴
1998年に鹿島のテクニカル・アドバイザー在任中に、ブラジルサッカー連盟の要請を受けブラジル代表のテクニカル・ディレクターに就任し、FIFAワールドカップ・フランス大会にスタッフとして参加した。準優勝に導いたザガロ監督を補佐した。
1999年シーズンでは鹿島アントラーズのゼ・マリオ監督が8月に解任されたことにより、ジーコは事実上の「監督」として残りのシーズンの現場の指揮を執った。

### 2002年～2006年（日本代表監督）

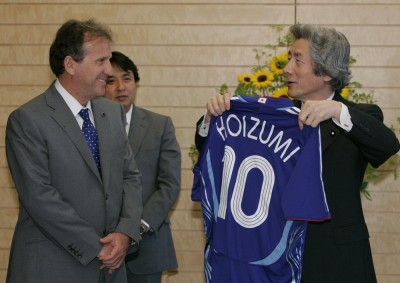
小泉純一郎と（2006年5月、内閣総理大臣官邸）

2002 FIFAワールドカップ終了後、フィリップ・トルシエの後任として2002年7月22日に日本代表監督に就任。日本代表監督最高額の年俸だった。それまでブラジル代表のスタッフを務めた経験や、鹿島の選手やテクニカルディレクターとして同クラブの躍進に尽力した経験はあったが、監督経験は無かった。
日本代表監督での通算国際Aマッチ指揮試合（71試合）と勝利数（38勝）はいずれも歴代1位の記録であり、AFCアジアカップ2004に優勝や、FIFAコンフェデレーションズカップ2005では欧州王者のギリシャに勝利し、ブラジルとも対等に渡り合うなど一定の結果を残した。
2002年
10月16日、初陣となったジャマイカとの親善試合で中田英寿、中村俊輔、小野伸二、稲本潤一の4人を初めて同時に起用し（黄金のカルテット）話題を呼んだが、結果は1-1の引き分け。
11月20日のアルゼンチン戦の数日前に、実母マチウデ訃報の連絡を受ける。周囲の説得で母国へ緊急帰国し、試合は山本昌邦コーチが監督代行を務めた。
2003年
4月16日、ソウルワールドカップ競技場での韓国戦で、FW永井雄一郎による試合終了間際でのゴールで初勝利を挙げる。
6月8日、キリンカップ2003でのアルゼンチン戦で1-4で完敗。これを機にディフェンスライン4人を全員入れ替えた。
6月18日からのFIFAコンフェデレーションズカップ2003で、1勝2敗の成績に終わりGL敗退。
2004年
2月に行われた鹿島での合宿中、久保竜彦、奥大介、小笠原満男、山田卓也、都築龍太、茂庭照幸、大久保嘉人、山田暢久が無断外出して市内のキャバクラに行くスキャンダルが発覚し、ジーコは「裏切り行為と感じた。信頼関係を失った」とコメント。当該選手8名を一時的に代表招集から見送ることになった。
2006 FIFAワールドカップ・アジア予選（1次）初戦のオマーン戦、続くシンガポール戦と、格下相手に2試合連続で1点差の辛勝が続いた。
4月から2度に渡って行われたに欧州遠征で、強豪チェコを撃破し、イングランド戦も1-1のドローに持ち込むなど、好成績で終えると、その後のホームでの3試合も全勝した。
7月、反日感情が高まる中国で行われたAFCアジアカップ2004で、劇的な勝利を重ね優勝。大会2連覇を達成した。
9月、インド、コルカタでのW杯大会アジア1次予選の試合中、スタジアムの照明が停電するトラブルがあり試合は中断するアクシデントがあった。
10月、W杯大会アジア1次予選第5戦でオマーンに1-0で勝利、1次予選の突破を全試合勝利で決める。
2005年
6月8日、無観客と第三国開催となったW杯ドイツ大会最終予選での北朝鮮戦に勝利し、（開催国ドイツは除く）世界最速での本大会出場を決めた。テヘランでイランに敗れた試合以外は全勝し、B組1位。1次予選との通算成績でも11勝1敗の好成績だった。
2005年FIFAコンフェデレーションズカップでは1勝1敗1分。メキシコには1-2で敗れたものの、ギリシャに内容でも圧倒する1-0で勝利、ブラジル戦でも2-2の引き分け。グループリーグ敗退に終わった。
7月から8月にかけての東アジアサッカー選手権2005では海外組が招集できず、国内組だけで臨み1勝1分け1敗の2位で終える。
2006年
5月15日、ドイツW杯23人のメンバーを発表。
ジーコジャパンにおいて一番多く得点を決め（11得点）、本大会のエースとして期待された久保竜彦は、腰痛からの回復が間に合わず落選。発表の際、久保の代わりに最後に巻が呼ばれると会見場はどよめきが起こった。後に田中誠の怪我による離脱に伴い、アテネ五輪メンバーの茂庭が緊急追加された）。
6月12日、W杯本大会初戦のオーストラリア戦では1点をリードしている中、交代策に失敗し残り15分で3失点を喫し逆転負け。続くクロアチア戦は0-0で引き分け、最後のブラジル戦では前半に先制するも、後半は成す術なく失点を重ね逆転負け。2敗1分でグループリーグ最下位で敗退した。W杯後、日本代表監督を退任、15年間に及んだ自身と日本との直接的な関係はここで一度途切れることになった。最後の会見で日本が取り組むべき課題として「身長差、体格差を乗り越え怪我をしないためのフィジカルトレーニングの模索」「安定した判断力の涵養」を挙げた。

### 2006年～2016年（日本代表監督退任後、各国でのクラブ・代表監督など）
2006 FIFAワールドカップ終了後、日本代表監督を契約満了により退任。2006年6月26日の退任会見では「チャンスがあれば、欧州で監督をしたいという気持ちもある」と話していたが、直後の7月4日にトルコ・シュペルリガのフェネルバフチェの監督に就任。2006-07シーズンは、カップ戦は取れずに終わったが、リーグ戦では序盤で首位に立ってから一度もその座を譲ることなく2007年5月13日に優勝した。
2008年に行われたUEFAチャンピオンズリーグの決勝トーナメントへ同クラブを初めて導いた。決勝トーナメントではセビージャにPK戦の末勝利し、ベスト8に進出。準々決勝では強豪チェルシーと対戦。圧倒的な不利の下馬評の中、ホームでは2-1で勝利した。しかし、続くアウェイでの試合では0-2と敗れ、ベスト4進出はならなかった。2007-08シーズンの国内リーグでは2位。シーズン終了後、任期満了に伴って退任。
2008シーズンはウズベキスタンの強豪チームブニョドコルでリーグ戦途中から指揮を執ることになった。就任直後に行われたAFCチャンピオンズリーグはアデレード・ユナイテッドに敗退（1勝1敗・合計スコア　1-3）したが、ウズベキスタンカップとウズベキスタンリーグはともに優勝し、二冠に輝いた。また、ウズベキスタン代表のアドバイザーも兼任していた。2010 FIFAワールドカップ・アジア4次予選（最終予選）の対日本代表戦（10月15日・さいたまスタジアム）に自身が来日して視察するのは断念したものの、日本代表対策をカシモフ監督に伝授し、アウエーでの1-1の引き分け（勝ち点1獲得）に貢献した。ブニョドコルとの契約期間は2009年12月までだったが、ロシアプレミアリーグのCSKAモスクワがガザエフ監督の後任としてジーコに興味を示した為に、クラブとの話し合いの末、円満退団した。
2009年1月、CSKAモスクワの監督に就任。契約期間は3年間。UEFAカップ 2008-09ではラウンド16で敗退した。ロシア国内では国内カップ戦で優勝したものの、リーグ戦は首位に勝点を大きく引き離され4位と低迷していた。CSKAモスクワはジーコが来る前の過去6シーズンで優勝3回、準優勝2回のロシアリーグの強豪であり、2009年9月10日にジーコは成績不振で解任された。
2009年9月16日、ギリシャ・スーパーリーグのオリンピアコスの監督に就任した。チャンピオンズリーグではベスト16に進出するも、国内カップ戦でフルメンバーを率いて2部チームに1回戦で敗退し、リーグ戦でも一時は勝ち点2差の2位に付けたもののその後勝ち点7差まで引き離されて解任された。
2010年1月28日、2022 FIFAワールドカップ日本開催招致アンバサダーに就任。
2010年6月にフラメンゴのテクニカルディレクターに就任したが、10月にはクラブ内での対立を理由に辞任を表明した。
2011年4月、同年3月に起こった東日本大震災の惨事を悼み日本でのチャリティーマッチとは別に南米でチャリティーマッチを行った。Jリーグで活躍したブラジル人を中心にアルシンド、ドゥンガ、ロマーリオなどが参加した。
2011年6月、5年ぶりに来日し、6月4日にカシマスタジアムで行われた慈善試合に出場し、決勝ゴールを決めた。
2011年7月、リオデジャネイロで行われた2014 FIFAワールドカップ・ブラジル大会の大陸別予選組み合わせ抽選会のくじ引きでアジアを担当した。
2011年8月、イラク代表監督就任の報道が出る。8月29日、正式にイラク代表監督に就任する。契約期間は、1年。元々イラクをW杯に出場させた経験を持つ、ジーコの兄エドゥに来たオファーだったが兄から譲られジーコがイラク代表監督に就任した。
2012年7月28日、ジーコ自身の公式HPで、ジーコは5か月間、スタッフは10か月間給料未払いであることや9月11日に予定されている2014 FIFAワールドカップ・アジア4次予選B組第4戦日本戦に出場予定のイラク代表選手7名の所属クラブが無く、練習が困難という状況に対してイラクサッカー協会が何ら手を打たないことを理由として、イラク代表監督辞任を示唆したが、8月7日から弁護士を通じて、給与未払い問題については支払先の銀行口座を再確認するなどの条件のもと、2014年夏までの契約継続を確認した。契約の細部の見直しなどを終えてからイラクでの監督活動を再開した。9月11日には予定通り対日本代表戦（埼玉スタジアム）を指揮した。試合後の会見では、1-0で勝利した日本代表を称賛し、（6年前の日本代表監督退任時に指摘した）フィジカルの問題は、日本の選手の多くが欧州に渡り問題なくプレーしていると評価した。翌日午前中には古巣・鹿島アントラーズを訪問し、リーグ12位に苦しむチームを激励し、同日夜離日した。しかし、11月27日イラク代表の監督を辞任した。
2013年8月、カタールのアル・ガラファの監督に就任。しかしわずが5ヶ月後の2014年1月に成績不振により監督を解任された。CSKAモスクワ、オリンピアコスに続きクラブチームの監督として3回連続で成績不振で解任となった。
2014年7月19日～24日まで来日し、23日にはJ1第16節・鹿島アントラーズ対大宮アルディージャ戦（鹿島スタジアム）を観戦した。
2014年9月、インディアン・スーパーリーグのFCゴアの監督に就任。

### 2016年以降（日本サッカー殿堂入り、鹿島のテクニカルディレクター・クラブアドバイザー）
2016年8月、日本サッカー殿堂顕彰が日本サッカー協会より発表された。
2016年12月、FIFAクラブワールドカップ2016・決勝では、ヨーロッパ王者のレアル・マドリード（スペイン）を相手に延長戦の末2-4で敗れた古巣・鹿島アントラーズの健闘を称え、「鹿島のことを誇りに思う」とコメントした。試合前に自身がデザインされたビッグフラッグが登場したことについては、「このような大きな試合の前に、スピリット オブ ジーコのフラッグを見た時は、ものすごく感動したよ。日本を離れてもう随分と日が経つが、まだこのような形で敬意を示してくれていることは、すごく嬉しい」と、コメントした。
2017年8月10日～17日まで来日して、8月15日にはさいたまスタジアムでのスルガ銀行チャンピオンシップ2017・浦和レッズvsシャペコエンセ戦を観戦し、その試合前には前年に掲額された日本サッカー殿堂の記念セレモニーが行われた。8月17日には、鹿島アントラーズのクラブハウスを約5年ぶりに訪問した。
2018年7月、鹿島アントラーズのテクニカルディレクターに就任すると発表され、8月にはコーチとして役員登録された。
2021年シーズン終了をもって、鹿島アントラーズのテクニカルディレクターを退任してブラジルに帰国。2022年からは、クラブアドバイザーとしてブラジルから鹿島の側面支援を行う。

## 人物

### 学歴
カステロブランコ大学体育学科出身。

### 愛称
ブラジルサッカー界の英雄であるペレになぞらえ「白いペレ」とも呼ばれていた。
ガリーニョ・デ・キンチーノ」（キンチーノ地区の雄鶏小僧） と呼ばれた。 フラメンゴ時代やブラジル代表時代の関係者間では「ガーロ」の愛称で呼ばれている。ウディネーゼ時代にはジーコと呼ばれることはなく、本名のアルトゥール・コインブラまたはその略称でアルトゥーと呼ばれていた。

### 家族
1975年にサンドラ夫人と結婚。3人の息子をもうける。長男のジュニオールは元サッカー選手、サガン鳥栖でプレイしていた時にはジーコも鳥栖まで訪れた。なお、ジュニオールの妻は日系人である。次男はブラジルで有名な歌手ブルーノ・コインブラ。実兄はエドゥ（元鹿島アントラーズ監督、元日本代表テクニカルディレクター）。

### ジーコレーベルとサンバ
1994年には友人であるファギネルが来日した際のアルバムにコーラスで参加。ポニーキャニオンでは、ホベルト・メネスカルと組んでジーコレーベルと称して、何組かのアーティストのアルバムを発売、また息子であるブルーノもパゴージ（サンバの一形態）でCDデビューを果たし、ブラジルでは100万枚を売り上げるヒットとなった。

### 退場処分など
人格者として知られているが、ウディネーゼでの2シーズン目には審判への暴言で長期出場禁止処分を受けた。また1994年1月に国立霞ヶ丘競技場で行われたJリーグチャンピオンシップ第2戦では三浦知良のPKの際にボールへつばを吐く非紳士的行為で退場（この日2枚目の警告）となった。のちにジーコ本人は「Jリーグ初年度の優勝決定戦という歴史的な記念試合であのような行為をした事を申し訳なく思う」と反省の弁を語っている。愚行に至った理由としては相手チームに有利な開催地に不満があったことと、ビハインドの展開での不利な判定に対する憤りがあったと振り返っている。上記の様にプレー中は熱くなることもある。

### その他
ロベルト・バッジオは幼少の頃ジーコに憧れ、フリーキックの蹴り方を真似ていた。またバッジオから、自身のフリーキックの精度向上のため、フリーキックを蹴る映像を送って欲しいと依頼され、ジーコは自ら多くの時間を割いて、映像を編集したビデオを送付した。
毎年12月になると、ブラジルリーグのシーズンオフを利用してジーコ主催のチャリティーマッチを行なっている。チャリティーマッチにもかかわらず会場のマラカナンには5万人もの観客が集まり、歴代ブラジル代表の名選手たちが一堂に会する。また、試合の収益はリオの貧困にあえぐ子どもたちに経済的支援という形で寄付される。

## 日本とジーコ
初来日
- 1990年に住友金属に入団する前からフラメンゴの選手として1981年のトヨタカップ、1986年のキリンカップで来日、1989年にも日本で開催されたワールドウドマスターズサッカーでもプレーするなど日本とは縁があった。
- 2011年6月に来日した際、「長男の妻は日系人」であることを明かし[83]、自身の孫が日本人の血を引くことに「日本との関係がさらに深くなるのは嬉しいこと」と語っている[84]。

愛車
1981年トヨタカップのMVP副賞で獲得した1983年型トヨタ・セリカ（セリカ2.0 GT）を、2020年代時点まで40年に渡り大切に保有している。1981年型でないのは、当時不況が深刻なブラジルは外国製品に対して厳しい輸入制限を設けていて納車が1983年になったためである。
受賞
1994年には日本サッカー界における多大なる貢献が認められ内閣総理大臣顕彰を受賞した。（2024年現在外国人の受賞者はジーコのみ）
親善大使
2015年、日本とブラジルの外交関係が樹立して120周年を迎えるにあたり、在リオデジャネイロ日本総領事館より親善大使に任命された。

## その他
- ファミリーコンピュータソフト「キャプテン翼II スーパーストライカー」に「アルツール・アンチネス・コインブラ」という選手がゲームのラストボスとして登場する。また、スーパーファミコンで発売された続編「キャプテン翼V 覇者の称号カンピオーネ」ではクリア後に戦える隠しチーム「カナリアスターズ」の一員としてアンツネスの名で登場する。
- 1994年、エレクトロニック・アーツよりスーパーファミコンソフト「ジーコサッカー」が発売された。
- 1994年6月22日、当時の総理大臣羽田孜より、日本サッカー界への貢献を評価して内閣総理大臣顕彰が贈られた。2022年現在でも外国人個人として唯一の受賞者である。
- 嫌いな日本食は、きつねうどん[87]。
- 1998年のブラジル映画「陽だまりのイレブン」（原題 Uma Aventura de Zico ズィッコの冒険）にジーコ本人役と、厳格なジーコと陽気なジーコに分裂した「ジーコピー」の3役で出演。なお、夫人と息子もカメオ出演している。
- 茨城県鹿嶋市にあるショッピングセンターチェリオ1階には「ジーコ広場」があり、ジーコのブロンズ像が置かれている。2004年2月8日には直筆の特大サイン、アントラーズに在籍したブラジル人選手のサイン寄せ書きを壁面に配置し、「ジーコ・ミニ・ミュージアム」と呼称し、当時日本代表監督だったジーコ本人が除幕を行うイベントを行った[88]。
- 1991年の天皇杯予選では、当時日本大学1年生の岡野雅行（後に浦和レッズ加入）と対戦している。当時、日本大学サッカー部は大学リーグ二部であり、翌年からプロチームとなる住友金属としてはずっと格下であったため、ジーコはベンチスタートであった。しかし岡野雅行が2得点、他の選手も得点し前半終了時点で3-0で負けている状況に、ジーコが慌ててウォーミングアップを開始。後半最初からジーコ投入となった。岡野雅行の感想によると、「ジーコがピッチに出た途端、全ての空気が変わった。まずレフェリーの態度が変わった。明らかに相手（住金）のファウルでこちら（日大）のボールのはずなのに、判定は相手ボールだという。さあ、ジーコさん、フリーキックどうぞって。」結局、後半のジーコの活躍により住友金属が勝利したとのこと。結果は日大4-5住金（前半　日大3-0住金、後半　日大1-5住金））[89]。
- ジーコが加入した当時の住金サッカー部は選手たちのアマチュア意識が抜けなかった。そのため夕食後に寮を抜け出してスナック菓子などのジャンクフードを買いこんでくる選手たちが多かった。ジーコは彼らにプロ意識を叩きこむため、毎晩選手寮の出入りを見張り、「プロ選手のカラダ造りに菓子は必要ない」と激怒した[28]。

## 統計
| 所属チーム                 | ゴール数 | 試合数 | ゴール確率 |
| -------------------------- | -------- | ------ | ---------- |
| フラメンゴ                 | 508      | 731    | 0.69       |
| ウディネーゼ               | 56       | 79     | 0.69       |
| 住友金属、鹿島アントラーズ | 54       | 88     | 0.61       |
| ブラジル代表               | 48       | 71     | 0.68       |
| オリンピック               | 1        | 8      | 0.12       |
| マスターエイジ             | 10       | 18     | 0.55       |
| ティーンエイジ             | 81       | 116    | 0.69       |
| その他                     | 50       | 52     | 0.90       |
| 総合計                     | 826      | 1180   | 0.70       |

## 個人成績
| 国内大会個人成績 | 国内大会個人成績 | 国内大会個人成績 | 国内大会個人成績 | 国内大会個人成績 | 国内大会個人成績            | 国内大会個人成績 | 国内大会個人成績 | 国内大会個人成績 | 国内大会個人成績 | 国内大会個人成績 | 国内大会個人成績 |
| 年度             | クラブ           | 背番号           | リーグ           | リーグ戦         | リーグ戦                    | リーグ杯         | リーグ杯         | オープン杯       | オープン杯       | 期間通算         | 期間通算         |
| 年度             | クラブ           | 背番号           | リーグ           | 出場             | 得点                        | 出場             | 得点             | 出場             | 得点             | 出場             | 得点             |
| ブラジル         | ブラジル         | ブラジル         | ブラジル         | リーグ戦         | リーグ戦                    | ブラジル杯       | ブラジル杯       | オープン杯       | オープン杯       | 期間通算         | 期間通算         |
| ---------------- | ---------------- | ---------------- | ---------------- | ---------------- | --------------------------- | ---------------- | ---------------- | ---------------- | ---------------- | ---------------- | ---------------- |
| 1971             | フラメンゴ       |                  | 全国1部          | 15               | 2                           |                  |                  |                  |                  |                  |                  |
| 1972             | フラメンゴ       |                  | 全国1部          | 6                | 0                           |                  |                  |                  |                  |                  |                  |
| 1973             | フラメンゴ       |                  | 全国1部          | 35               | 8                           |                  |                  |                  |                  |                  |                  |
| 1974             | フラメンゴ       |                  | 全国1部          | 50               | 32                          |                  |                  |                  |                  |                  |                  |
| 1975             | フラメンゴ       |                  | 全国1部          | 55               | 41                          |                  |                  |                  |                  |                  |                  |
| 1976             | フラメンゴ       |                  | 全国1部          | 47               | 32                          |                  |                  |                  |                  |                  |                  |
| 1977             | フラメンゴ       |                  | 全国1部          | 47               | 36                          |                  |                  |                  |                  |                  |                  |
| 1978             | フラメンゴ       |                  | 全国1部          | 22               | 19                          |                  |                  |                  |                  |                  |                  |
| 1979             | フラメンゴ       |                  | 全国1部          | 22               | 27                          |                  |                  |                  |                  |                  |                  |
| 1980             | フラメンゴ       |                  | 全国1部          | 45               | 21                          |                  |                  |                  |                  |                  |                  |
| 1981             | フラメンゴ       |                  | 全国1部          | 41               | 28                          |                  |                  |                  |                  |                  |                  |
| 1982             | フラメンゴ       |                  | 全国1部          | 36               | 20                          |                  |                  |                  |                  |                  |                  |
| 1983             | フラメンゴ       |                  | 全国1部          | 48               | 42                          |                  |                  |                  |                  |                  |                  |
| イタリア         | イタリア         | イタリア         | イタリア         | リーグ戦         | リーグ戦                    | イタリア杯       | イタリア杯       | オープン杯       | オープン杯       | 期間通算         | 期間通算         |
| 1983-84          | ウディネーゼ     |                  | セリエA          | 24               | 19                          |                  |                  |                  |                  |                  |                  |
| 1984-85          | ウディネーゼ     |                  | セリエA          | 16               | 3                           |                  |                  |                  |                  |                  |                  |
| ブラジル         | ブラジル         | ブラジル         | ブラジル         | リーグ戦         | リーグ戦                    | ブラジル杯       | ブラジル杯       | オープン杯       | オープン杯       | 期間通算         | 期間通算         |
| 1985             | フラメンゴ       |                  | 全国1部          | 3                | 2                           |                  |                  |                  |                  |                  |                  |
| 1986             | フラメンゴ       |                  | 全国1部          | 4                | 3                           |                  |                  |                  |                  |                  |                  |
| 1987             | フラメンゴ       |                  | 全国1部          | 17               | 6                           |                  |                  |                  |                  |                  |                  |
| 1988             | フラメンゴ       |                  | 全国1部          | 18               | 4                           |                  |                  |                  |                  |                  |                  |
| 1989             | フラメンゴ       |                  | 全国1部          | 19               | 4                           |                  |                  |                  |                  |                  |                  |
| 日本             | 日本             | 日本             | 日本             | リーグ戦         | リーグ戦                    | JSL杯/ナビスコ杯 | JSL杯/ナビスコ杯 | 天皇杯           | 天皇杯           | 期間通算         | 期間通算         |
| 1991-92          | 住金             | 10               | JSL2部           | 22               | 21                          | 2                | 1                | -                | -                | 24               | 22               |
| 1992             | 鹿島             | -                | J                | -                | -                           | 10               | 6                | 2                | 1                | 12               | 7                |
| 1993             | 鹿島             | -                | J                | 16               | 9                           | 3                | 1                | 4                | 2                | 23               | 12               |
| 1994             | 鹿島             | -                | J                | 7                | 5                           | 0                | 0                | -                | -                | 7                | 5                |
| 通算             | ブラジル         | ブラジル         | 全国1部          | 530              | 327\|\|\|\|\|\|\|\|\|\|\|\| |                  |                  |                  |                  |                  |                  |
| 通算             | イタリア         | イタリア         | セリエA          | 40               | 22\|\|\|\|\|\|\|\|\|\|\|\|  |                  |                  |                  |                  |                  |                  |
| 通算             | 日本             | 日本             | J                | 23               | 14                          | 13               | 7                | 6                | 3                | 42               | 24               |
| 通算             | 日本             | 日本             | JSL2部           | 22               | 21                          | 2                | 1                | -\|\|\|24\|\|22  | -\|\|\|24\|\|22  |                  |                  |
| 総通算           | 総通算           | 総通算           | 総通算           | 615              | 384\|\|\|\|\|\|\|\|\|\|\|\| |                  |                  |                  |                  |                  |                  |

その他の公式戦
- 1993年
  - Jリーグチャンピオンシップ 1試合0得点
- Jリーグ初出場：1993年5月16日 対名古屋グランパスエイト戦（茨城県立カシマサッカースタジアム）
- Jリーグ初得点：同上
- JSL（2部）初出場：1991年9月7日 対大塚製薬戦（住友金属鹿島総合グラウンド）
- JSL（2部）初得点：同上

## 代表歴

### 試合数
- 国際Aマッチ 71試合 48得点（1976年-1986年）[90]

| ブラジル代表 | 国際Aマッチ | 国際Aマッチ |
| 年           | 出場        | 得点        |
| ------------ | ----------- | ----------- |
| 1976         | 9           | 6           |
| 1977         | 7           | 6           |
| 1978         | 11          | 3           |
| 1979         | 5           | 5           |
| 1980         | 5           | 4           |
| 1981         | 12          | 10          |
| 1982         | 11          | 8           |
| 1983         | 1           | 0           |
| 1984         | 0           | 0           |
| 1985         | 5           | 3           |
| 1986         | 5           | 3           |
| 通算         | 71          | 48          |

## 主な監督成績
- 鹿島アントラーズ
  - 1999年 ヤマザキナビスコカップ　準優勝
- 日本代表
  - 2003年 FIFAコンフェデレーションズカップ2003 グループリーグ敗退（通算1勝2敗）
  - 2003年 東アジアサッカー選手権2003 準優勝
  - 2004年 AFCアジアカップ2004 優勝
  - 2005年 FIFAコンフェデレーションズカップ2005 グループリーグ敗退（通算1勝1敗1分）
  - 2005年 東アジアサッカー選手権2005 準優勝
  - 2005年 2006 FIFAワールドカップ出場権獲得（通算11勝1敗 アジア予選B組1位通過）
  - 2006年 2006 FIFAワールドカップ本大会グループリーグ敗退（通算2敗1分）
  - 通算成績 33勝12分15敗
- フェネルバフチェ
  - トルコスーパーリーグ2006-07
  - トルコスーパーカップ2007
  - UEFAチャンピオンズリーグ2007-08 ベスト8
- ブニョドコル
  - ウズベキスタンリーグ2008
  - ウズベキスタンカップ2008
- CSKAモスクワ
  - ロシアカップ2009
  - ロシアスーパーカップ2008-09

## タイトル

### 選手時代
フラメンゴ
- カンピオナート・カリオカ : 1972, 1974, 1978, 1979, 1979 (extra), 1981, 1986
- カンピオナート・ブラジレイロ・セリエA : 1980, 1982, 1983
- コパ・ウニオン : 1987
- コパ・リベルタドーレス : 1981
- トヨタカップ : 1981

### 監督時代
フェネルバフチェ
- スュペル・リグ : 2006-07

ブニョドコル
- ウズベク・リーグ : 2008
- ウズベキスタン・カップ : 2008

CSKAモスクワ
- ロシア・カップ : 2008-09

日本代表
- AFCアジアカップ : 2004

### 個人タイトル

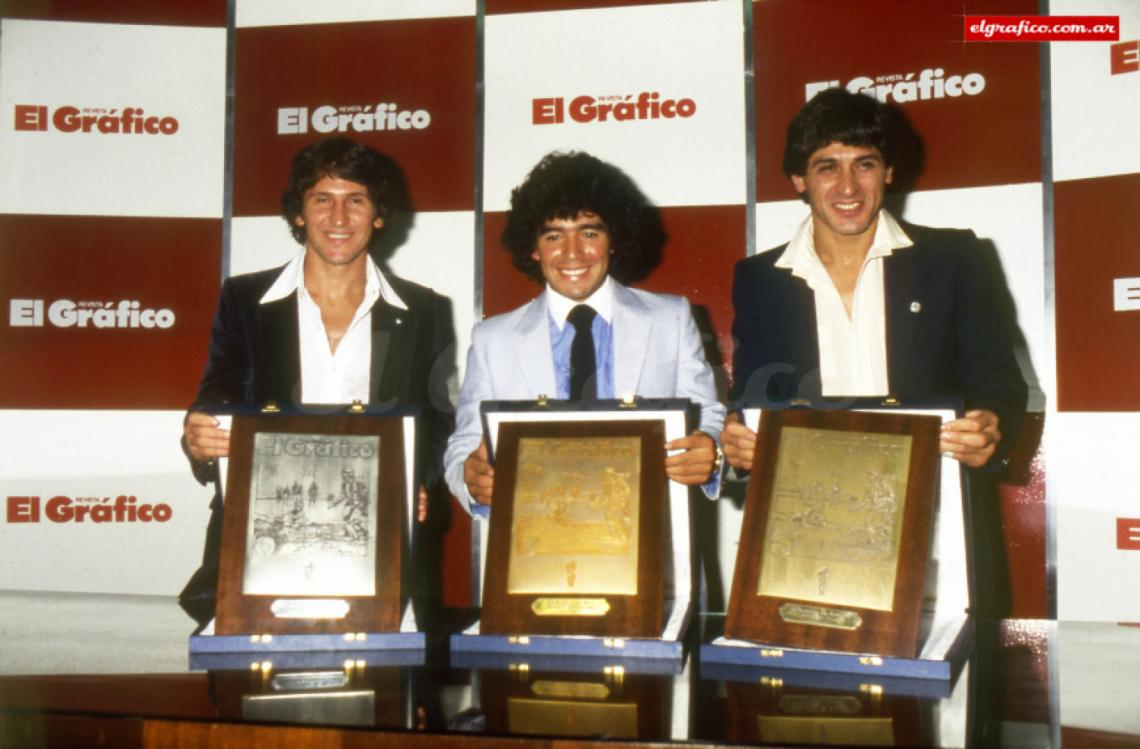
エル・グラフィコ誌から表彰された（左から）ジーコ、ディエゴ・マラドーナ、ウバルド・フィジョール（1981年）

- ブラジル最優秀選手 : 1974, 1982
- 南米年間最優秀選手 : 1977, 1981, 1982
- カンピオナート・ブラジレイロ・セリエA得点王 : 1980, 1982
- コパ・リベルタドーレス得点王 : 1981
- トヨタカップ最優秀選手 : 1981
- FIFAワールドカップベストイレブン : 1982
- JSL2部得点王 : 1991-92
- IFFHS選定20世紀世界最優秀選手 14位 1999
- IFFHS選定20世紀南米最優秀選手 7位 1999
- 英誌ワールドサッカー選出世界年間最優秀選手 : 1983
- 英誌ワールドサッカー選出20世紀の偉大なサッカー選手100人   18位　1999
- ビーチサッカーワールドチャンピオンシップ得点王 : 1995
- ビーチサッカーワールドチャンピオンシップ最優秀選手 : 1995
- フラメンゴ クラブ歴代最多得点記録（508得点）
- マラカナンスタジアム歴代最多得点記録（333得点）
- FIFA 100 2004
- ゴールデンフット賞 (all time legend) 2006
- アントラーズ功労賞　2009
- 日本サッカー殿堂 2016[91]